# Aóoszi csata (i. e. 198)
Az aóoszi csata vagy Aóosz-völgyszorosi csata az i. e. 200–197 között zajló második római–makedón háború i. e. 198 nyarán megvívott ütközete volt az Aóosz (ma Vjosa) folyó völgyszorosában, amelynek során a Quinctius Flamininus vezette Róma vereséget mért az V. Philipposz vezette makedón seregre. A háború során a római és a makedón sereg derékhadai tulajdonképpen ekkor csaptak össze először, és bár a kétezer harcosát elveszítő V. Philipposz békéért folyamodott, a háború még egy évig folytatódott, míg az i. e. 197-es künoszkephalai csata a rómaiak javára végleg el nem döntötte a háború kimenetelét.

## Története

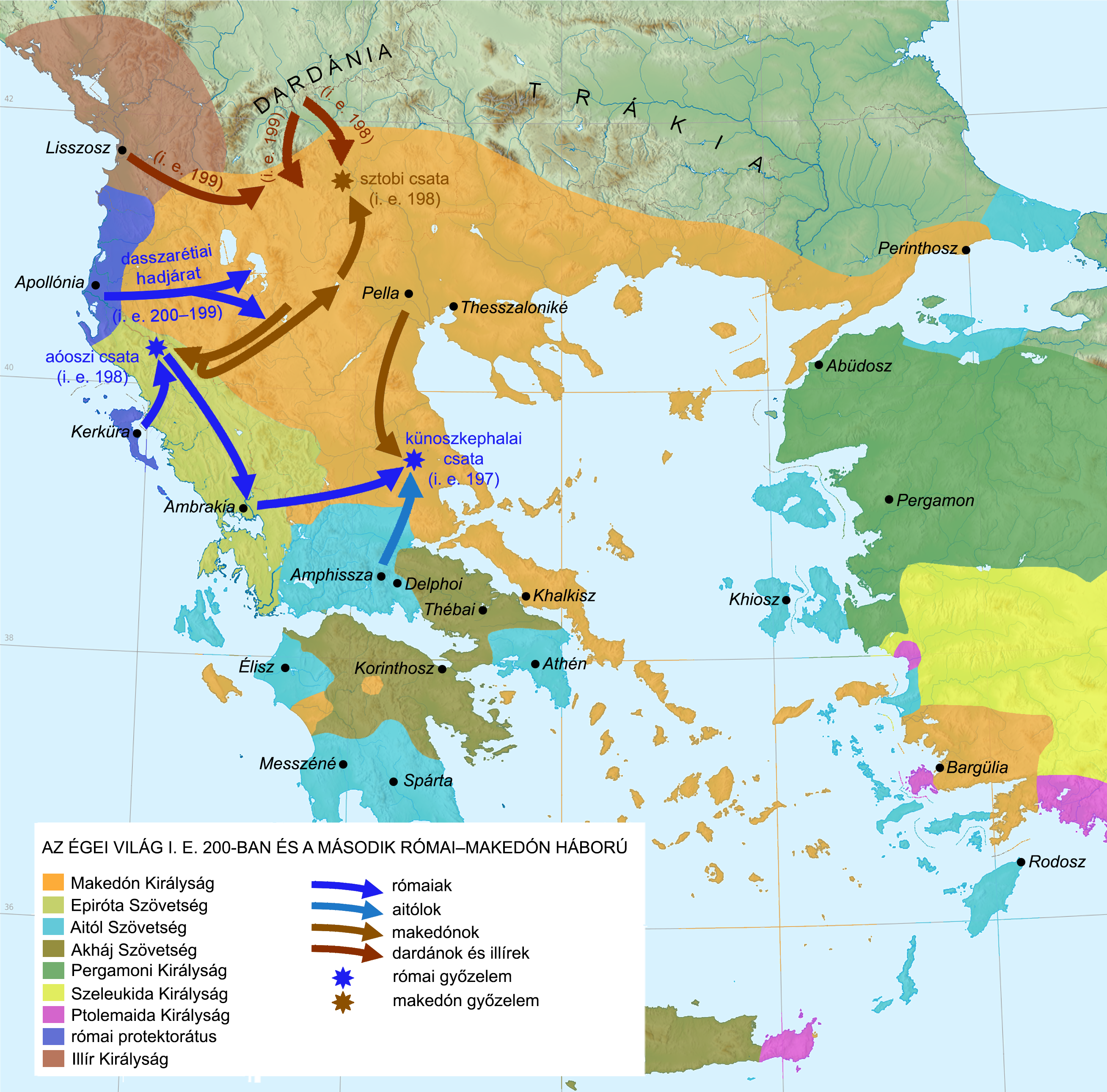
Az égei világ és a második római–makedón háború csatái

Az i. e. 200 szeptember közepén kitört második római–makedón háború első két évében a római hadsereget irányító Sulpicius Galba elfoglalta a makedón megszállás alatt álló Dasszarétiát, majd csapatmozgásait III. Pleuratosz illírjeivel és Baton dardánjaival összehangolva feldúlta a nyugat-makedóniai határvidéket. A következő év, i. e. 198 tavaszán az új consul, Villius Tappulus érkezett a római sereg élére, de a hadjárat folytatása helyett a római légiók hazatérni akaró veteránjainak lázadásával kellett megküzdenie. V. Philipposz makedón király kitörési pontot látott meg a római lázadásban és a háborútól magát távol tartó Epiróta Szövetség földrajzi helyzetében, ezért hadseregével az Aóosz (ma Vjosa) völgyén keresztül az Aói sztena néven ismert völgyszoroshoz (ma Këlcyrai-szoros, Albánia) menetelt. Hadvezére, Athénagórasz az Aóosz és a Drinosz összefolyásánál, a Meroposz-hegynél (ma Shëndell-hegy), maga V. Philipposz pedig az Aóosz túlpartján, az Aszna-hegynél (ma Golik-hegy) vert tábort. Célja az volt, hogy Epirusz felé kitörve csapjon össze a demoralizált rómaiakkal, és az epiróták támogatásában is bízott.
Számításait azonban két körülmény is keresztülhúzta. Egyfelől a veteránok lázadását letörni képtelen Villius Tappulust a római szenátus a tettre kész Quinctius Flamininusszal váltotta fel, aki ez idő tájt még Kerküra szigetén tartózkodott. Másfelől a vidék khaónjainak vezetője, Kharopsz a makedónok támogatása helyett azonnal értesítette Quinctius Flamininust az Aóosz szorosában tábort verő rómaiakról, és a Drinosz-völgyön át biztosította a római sereg szabad áthaladását. A két sereg a szorosnál összetalálkozott, ahol a rómaiak is tábort vertek, de az ellenfelek negyven napon keresztül csak farkasszemet néztek egymással anélkül, hogy bármiféle harci cselekménybe bonyolódtak volna. Titus Livius történeti munkája szerint a khaón Kharopsz ekkor a római consul elé egy egyszerű pásztorembert vezetett, aki nyáját a környéken legeltette, és elmondása szerint úgy ismerte, mint a tenyerét. Quinctius Flamininus egy nagyobb fegyveres alakulatot rendelt a pásztor mellé, aki hegyi ösvényeken keresztül Philipposz tábora mögé vezette a rómaiakat. Ekkor a római sereg derékhada szemből, a makedón tábor hátába került fegyveresek pedig hátulról rontottak V. Philipposz harcosaira. A meglepett makedónoknak felocsúdni sem maradt idejük, kétezren estek el a csatatéren, V. Philipposzt pedig a rómaiak a makedón határon emelkedő lünkhoszi hegyvidékig űzték.

## Következményei
Az aóoszi csata érzékenyen érintette a makedónokat, különösen, hogy vérveszteségeiket kihasználva Baton király dardánjai ismét lerohanták Makedónia északi részét (ám ezúttal Sztobinál súlyos vereséget szenvedtek el a makedónoktól). A vereséget követően V. Philipposz békéért folyamodott, de az i. e. 198 novemberében Lokriszban sorra kerülő tárgyalásokon a rómaiak számára elfogadhatatlan feltételekkel állt elő, így a háború folytatódott. Róma egy évvel később, i. e. 197-ben a künoszkephalai csatában megsemmisítő vereséget mért a makedónokra, ezzel a második római–makedón háború római győzelemmel véget ért.